# Setena legislatura de la Catalunya autonòmica
La setena legislatura de la Catalunya autonòmica es va iniciar el 5 de desembre del 2003 amb la constitució del Parlament i la investidura d'Ernest Benach, d'ERC, com a president de la Cambra.

## Eleccions
Les eleccions al Parlament de Catalunya van ser convocades el 23 de setembre de 2003 i es van celebrar el 16 de novembre.
Aquestes eleccions van ser les primeres després que Jordi Pujol decidís no presentar-se com a cap de llista del seu partit (CiU) i retirar-se de la política activa, havent estat vint-i-tres anys ocupant la presidència de la Generalitat i d'haver guanyat consecutivament els sis comicis als quals s'havia presentat.
Es van elegir els 135 diputats de la cambra catalana, que provenien de cinc candidatures: Partit dels Socialistes de Catalunya-Ciutadans pel Canvi (PSC-CpC), Convergència i Unió (CiU), Esquerra Republicana de Catalunya (ERC), Partit Popular de Catalunya (PPC) i Iniciativa per Catalunya Verds-Esquerra Unida i Alternativa (ICV-EUiA).
Encara que CiU va ser el partit que va obtenir més escons, l'aliança de PSC-CpC (la llista que va rebre més vots), ERC i ICV-EUiA els va permetre formar govern.

## Govern

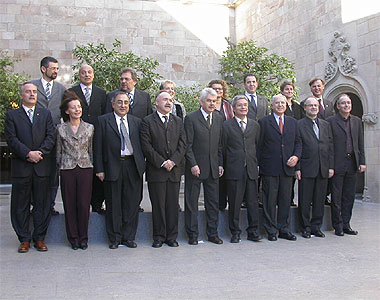
Primer govern de la VII legislatura

L'acord per formar un Govern Catalanista i d'Esquerres entre el Partit dels Socialistes de Catalunya-Ciutadans pel Canvi (PSC-CpC), Esquerra Republicana de Catalunya (ERC) i Iniciativa per Catalunya Verds-Esquerra Unida i Alternativa (ICV-EUiA), signat el 14 de desembre de 2003 al Saló del Tinell del Palau Reial de Barcelona, va fer que Pasqual Maragall, del Partit dels Socialistes de Catalunya, fos investit president de la Generalitat de Catalunya.
Entre els components del Govern hi havia vuit consellers de PSC-CpC, sis d'ERC i dos d'ICV-EUiA.

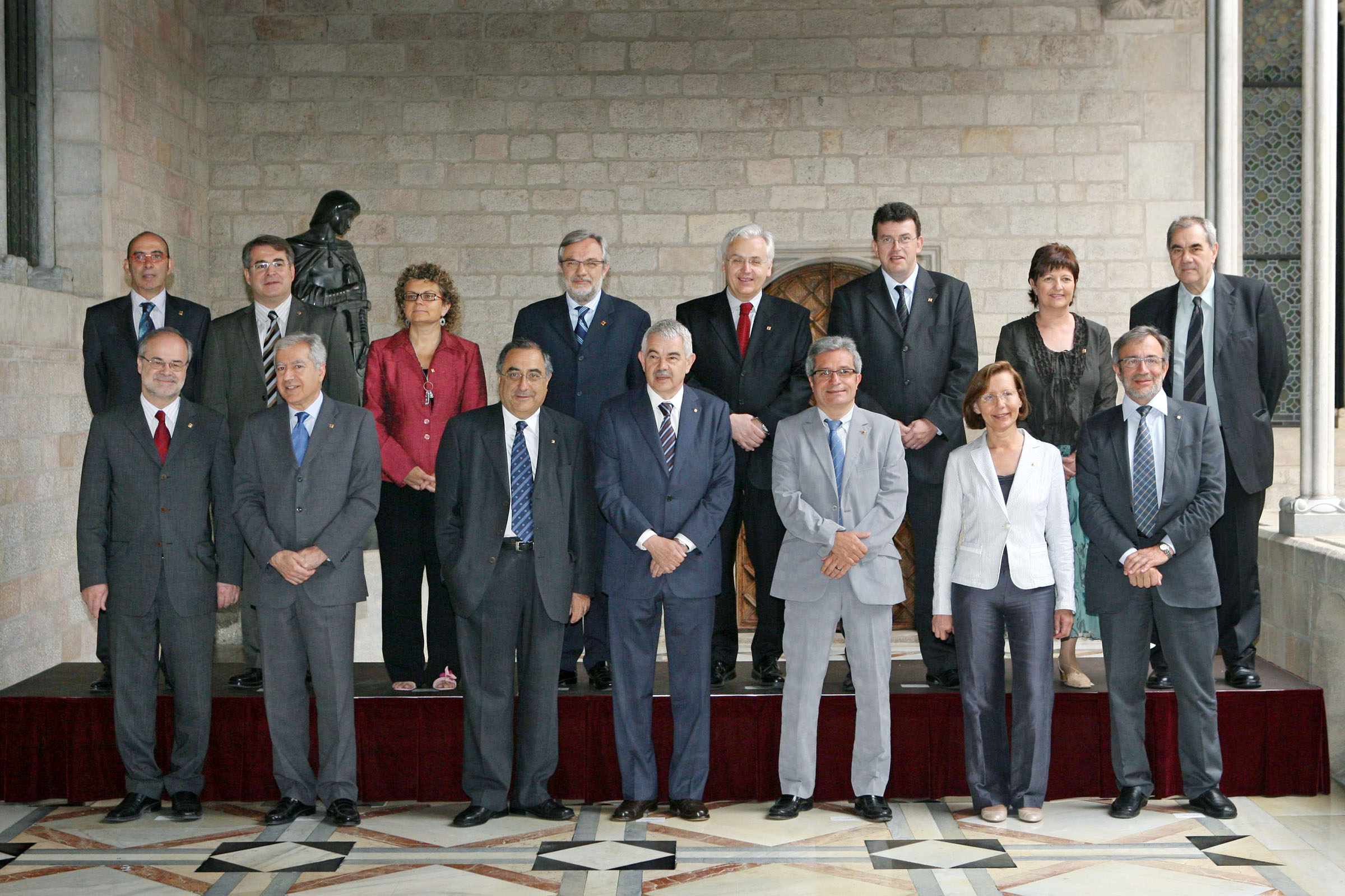
Tercer govern de la VII legislatura

Aquesta proporció es va mantenir en posteriors canvis de govern fins que, amb l'anunci d'ERC que la formació demanaria el vot negatiu en el referèndum sobre el nou Estatut, el president Pasqual Maragall va expulsar els consellers d'aquell partit.
La reestructuració va deixar una relació de 12 consellers de PSC-CpC i dos d'ICV-EUiA, que es va negar a gestionar cap de les conselleries vacants.
El president Maragall va dissoldre el Parlament el 8 de setembre de 2006 i va convocar les eleccions per a l'1 de novembre.

## Diputats
Fins a un total de 161 diputats van formar part de la Setena legislatura.